# Теофан Нови Атонски
Теофан Нови Атонски, такође Негушки или Дохијарски (грч. Οσιος Θεοφανης ο νεος και θαυματουργος), је хришћански православни светитељ − преподобни.

## Биографија
Рођен је у Јањини почетком 16. века. Замонашио се у светогорском манастиру Дохиар. Након неколико година изабран је за игумана манастира. Отишао је у Цариград и тамо је спасао свог сестрића, кога су Турци киднаповали да би постала јаничар. На Светој Гори крио је свог нећака и тамо се замонашио. Међутим, део браће у Дохијару, забринут због освете муслимана, желео је да они напусте манастир. Теофан и његов синовац, да не би изазивали даље размирице, отишли су у Солун а одатле у Бер. Тамо остају у Берском манастиру. Одлучили су да направе капелу у част Пресвете Богородице, близу реке десет минута испод манастира. Ту се окупљају монаси и Теофан им даје заједничку повељу. Теофан се тада настанио код Негуша и основао манастир посвећен Светим Архангелима. Последње године живота провео је између манастира Негуш и манастира Бер. 
Умро је 19. августа.
Током Негушког устанка 1822. године уништен је манастир Бер и капела. Почетком 20. века лобању светитеља су открили Негушани. Његове мошти се чувају у храму „Успења Пресвете Богородице“.